# 回転木馬 (春奈るなの曲)
「回転木馬」（かいてんもくば）は、春奈るなの4作目の配信限定シングル。2019年8月2日にSACRA MUSICから各配信サイトで配信された。

## 概要
春奈るなの4番目の配信限定シングルとして発表された。当初の販売形態は電子配信のみである。「ルパとアリエス」に続く、童話二次創作シリーズ第2弾。
『不思議の国のアリス』にインスパイアされた世界観と春奈の感性が重なることで、重厚かつ壮大なサウンドでありながら、弦楽器が織りなす繊細なビートも調和された中毒性の高いメルヘンゴシックソングになっている。タイトル「回転木馬」のように目まぐるしく変わる緊張感のある展開が聴きどころ。国内外を問わずロリータ界を代表するアーティスト・春奈るなの真骨頂ソングである。そして、新ビジュアルは、不思議の国のアリスにインスパイアされた世界観とロリータ衣装が融合した童話二次創作作品となっている。
春奈るなコメント
「ルパとアリエス」に続く童話二次創作シリーズ第2弾ということで、今回は『不思議の国のアリス』にインスパイアされた楽曲です！メルヘンゴシックな世界観のサウンドや、るなアリスの色々な表情が見え隠れする、悲鳴や笑い声、英語の台詞など、楽しめること間違いなしの一曲になっております!!そして、黒や赤を基調とした、ダークアリスな衣装にも、是非注目してほしいです！

## 収録曲
| #         | タイトル     | 作詞               | 作曲・編曲 | 時間 |
| --------- | ------------ | ------------------ | ---------- | ---- |
| 1.        | 「回転木馬」 | 春奈るな、重永亮介 | 重永亮介   | 5:02 |
| 合計時間: | 合計時間:    | 合計時間:          | 合計時間:  | 5:02 |